# Woodstock Palace
Woodstock Palace var et slot og kongelig residens i Woodstock i Oxfordshire, som tilhørte det britiske kongehus.
Slottet blev opført i 1100-tallet som et jagtslot til Henrik 1. af England. Det meste af bygningsværket blev ødelagt under den Engelske borgerkrig (1642-1651), og de genanvendelige sten blev brugt til opførelsen af Blenheim Palace.